# The Fortieth Door

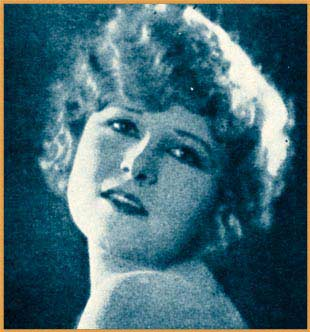
Allene Ray, estrela do seriado.

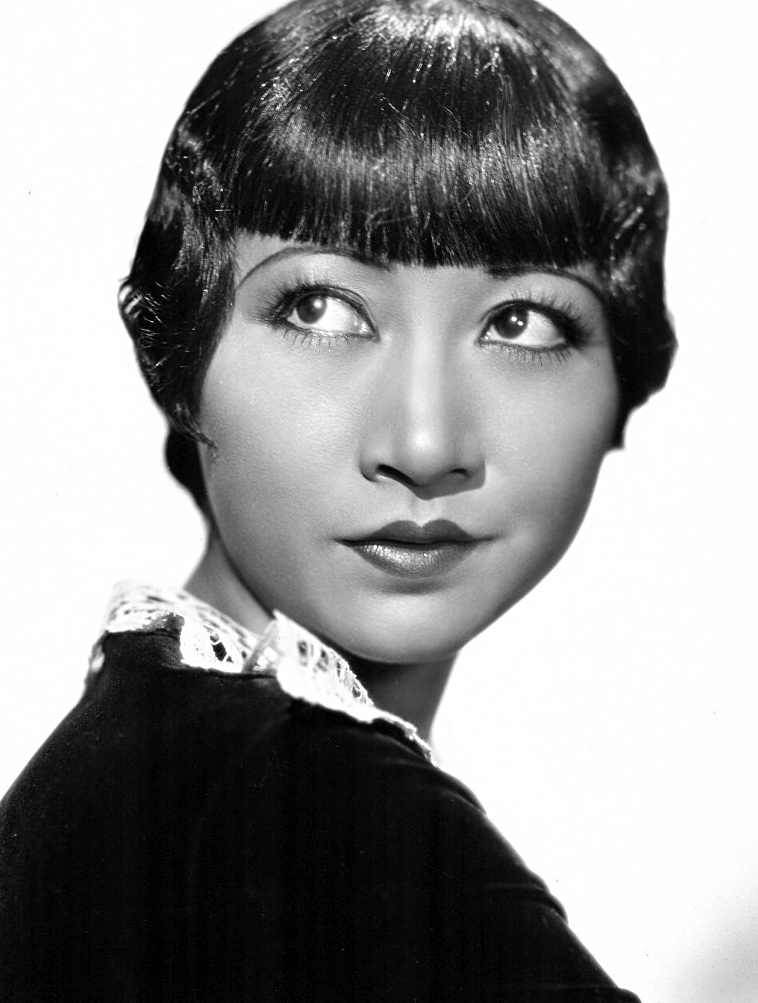
Anna May Wong, atriz de ascendência asiática que interpreta Zira no seriado.

The Fortieth Door, também conhecido como The 40th Door, é um seriado estadunidense de 1924, gênero aventura, dirigido por George B. Seitz, em 10 capítulos, estrelado por Allene Ray, Anna May Wong e Bruce Gordon. Produzido pela C. W. Patton Productions e distribuído pela Pathé Exchange, veiculou nos cinemas estadunidenses entre 25 de maio e 27 de julho de 1924. Baseado no livro The Fortieth Door, de Mary Hastings Bradley, publicado em 1920, o seriado foi reeditado e relançado como filme de longa-metragem em 17 de agosto de 1924.
Este seriado é considerado perdido.

## Elenco
- Allene Ray - Aimee
- Bruce Gordon - Jack Ryder
- David Dunbar - Andy McLean
- Anna May Wong[3][4] - Zira
- Frankie Mann - Jimmy Jeffries (creditada Frances Mann)
- Frank Lackteen - Hamid Bey
- Lillian Gale - Miriam
- Bernard Siegel - Tew Fick Pasha
- Whitehorse - Sheik Hassan
- Omar Whitehead - Paul Delcarte
- Scott McKee – Comissário de Polícia (creditado Scott McGee)
- Eli Stanton - Ali

## Capítulos
1. The Secret Portal
2. Two Lockets
3. The Wedding
4. Buried Alive
5. Desert Trails
6. Tomb of the King
7. Claws of the Vulture
8. Held for Hostage
9. The Rack
10. The Temple of the Forty Doors

Fonte: 

## Detalhes da produção
Originalmente foi planejado para ser estrelado por Charles Hutchison e dirigido por W. S. Van Dyke. A filmagem do primeiro episódio, porém, foi desastrosa: Hutchison deveria saltar de uma varanda para um lustre e balançar através de uma sala, mas o candelabro bateu no chão com o ator. O resultado foi a luxação dos cotovelos de Hutchison, e o projeto foi engavetado.